# You're Going to Lose That Girl
You're Going to Lose That Girl(Lennon/McCartney) är en låt av The Beatles från 1965.

## Låten och inspelningen
Denna låt, av John Lennon blev den sista man spelade in (19 februari 1965) innan man åkte till Bahamas för att filma i ett par månader. Anmärkningsvärd jämfört med övriga låtar man spelade in vid dessa sessioner för att sångljudet är så genomarbetat och kraftfullt. Låten kom med på LP:n Help!, som utgavs i England 6 augusti 1965 och i USA 13 augusti 1965. 